# گلیچن

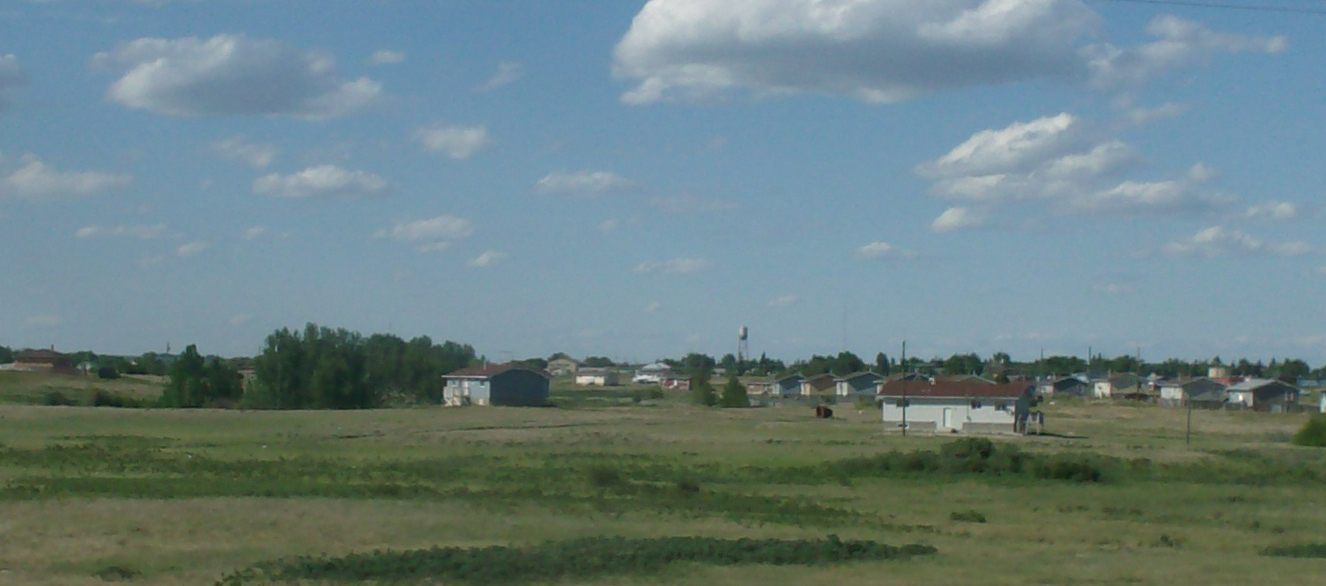
نمایی از آبادی گلیچن در جنوب شرقی استان آلبرتا - ۲۰۰۹

گلیچن یک آبادی در جنوب شرقی استان آلبرتا، کانادا در شهرستان ویتلند می‌باشد.
گلیچن در ژانویه سال ۱۸۹۹ میلادی در اصل یک روستا شمرده می‌شد و بعد در می سال ۱۹۱۰ میلادی تبدیل به شهر شد. بعد از حدوداً ۱۰۰ سال گلیچن تبدیل به یک آبادی شد. این آبادی هروز درحال پیشرفت است و نسبت به سال های گذشته پیشرفت های بسیاری داشته است.